# Jan Volek
Jan Volek (zm. 27 września 1351 w Ołomuńcu) – biskup ołomuniecki w latach 1334–1351.

## Pochodzenie
Jan Volek był nieślubnym synem króla Czech Wacława II i Agnieszki. O jego matce brak bliższych wiadomości.

## Kariera duchowna
W 1310 r. został proboszczem wyszehradzkim i kanclerzem Królestwa Czeskiego. Niedługo później zyskał kolejne godności. W 1319 r. papież Jan XXII zezwolił mu zatrzymać kanonie w katedrze św. Wita w Pradze, na Vyšehradzie i w Ołomuńcu oraz administrować kaplicą św. Prokopa na Starym Brnie. Król Jan Luksemburski i jego syn Karol IV Luksemburski często wysyłali go w misjach dyplomatycznych. W czasie kryzysu małżeństwa Jana Luksemburskiego i jego żony Elżbiety Przemyślidki poparł swoją przyrodnią siostrę. 21 lipca 1322 r. z rozkazu króla został uwięziony i oskarżony o zdradę. Biskup zapewne z przyczyn taktycznych przyznał się i poprosił monarchę o łaskę. Następnego dnia uciekł przy pomocy przyjaciół do Bawarii. Gniew króla zwrócił się przeciw żonie, która w sierpniu 1322 r. także uciekła do Bawarii. Po wyciszeniu konfliktu oboje wrócili do Czech, a Elżbieta zmarła 28 września 1330 r. w domu swojego przyrodniego brata na Vyšehradzie. 30 kwietnia 1333 r. Jan Volek otrzymał od papieża zgodę na objęcie dochodowego probostwa w Malínie koło Kutnej Hory.

## Biskup ołomuniecki
10 kwietnia 1334 r. papież mianował Jana Volka biskupem ołomunieckim. Jan miał wówczas tylko niższe święcenia. W dniach 18-21 maja 1334 r. przyjął święcenia kapłańskie i biskupie. W 1335 r. uczestniczył w zjeździe w Wyszehradzie. Często administrował Morawami w czasie nieobecności margrabiego Karola. Po ustanowieniu arcybiskupstwa praskiego w 1344 r. biskupstwo ołomunieckie stało się jego sufraganią (wcześniej podlegało arcybiskupstwu w Moguncji). Biskup ołomuniecki zyskał prawo asystowania przy koronacji króla czeskiego. Jan Volek uczestniczył w 1347 r. w koronacji Karola IV. Rok później, zwiększył znaczenie swojej diecezji zawierając 7 kwietnia 1348 r. umowę z królem, która postanawiała, że biskupstwo ołomunieckie jest lennem Królestwem Czeskiego. 12 marca 1350 r. wraz z Wilhelmem z Landštejna odebrał w Monachium od Ludwika (syna cesarza Ludwika IV Bawarskiego) cesarskie insygnia koronacyjne.

## Fundacja klasztoru
30 września 1344 r. założył pierwszy klasztor benedyktyński na Morawach w Pustiměřy. Fundacja miała na celu uczczenie zmarłej 10 lat wcześniej jego przyrodniej siostry Elżbiety. Jego opatką została jego krewna Elżbieta. W tym klasztorze Jan Volek został pochowany.